# Edolphus Towns
Edolphus "Ed" Towns, född 21 juli 1934 i Chadbourn, North Carolina, är en amerikansk demokratisk politiker. Han var ledamot av USA:s representanthus 1983–2013. Från och med 1993 representerade han New Yorks tionde distrikt. Innan dess var hans kongressdistrikt New Yorks elfte.
Towns gick i skola i West Side High School i Chadbourn. Han avlade 1956 kandidatexamen vid North Carolina Agricultural and Technical State University och 1973 masterexamen vid Adelphi University. Han tjänstgjorde i USA:s armé 1956-1958. Han undervisade vid Fordham University.
Towns blev invald i representanthuset i kongressvalet 1982. Han omvaldes fjorton gånger.
Towns är baptist. Han och hustrun Gwen har två barn.